# Marsdenia glabra
Marsdenia glabra är en oleanderväxtart som beskrevs av Julien Noël Costantin. Marsdenia glabra ingår i släktet Marsdenia och familjen oleanderväxter. Inga underarter finns listade i Catalogue of Life.